# نوروزآباد (قزوین)
نوروزآباد، روستایی از توابع بخش کوهین شهرستان قزوین در استان قزوین ایران است.

## جمعیت
این روستا در دهستان ایلات قاقازان غربی قرار دارد و براساس سرشماری مرکز آمار ایران در سال ۱۳۹۰، دارای ۲۷ خانوار سکنه می‌باشد.